# Attagenus aboriginalis
Attagenus aboriginalis là một loài bọ cánh cứng trong họ Dermestidae. Loài này được Wickham miêu tả khoa học năm 1913.